# Corofin GAC
Il Corofin GAC (Corafinne in gaelico irlandese) è un club irlandese di calcio gaelico, con sede a Corofin, contea di Galway. Il club fa parte del Galway GAA e prende parte alle competizioni da questo organizzate. Il club è uno dei pochi della contea ad avere vinto l'All-Ireland Senior Club Football Championship, fatto avvenuto nel 1998.

## Storia
Il club attuale è frutto di una fusione tra il Corofin, fondato nel 1925 e il Belclare. La fusione è avvenuta nel 1925. La squadra ha vinto molto nell'ultimo ventennio, aggiudicandosi, a partire dal 1991, 10 titoli della contea (sui 13 totali) e 5 titoli provinciali. Questo le ha consentito di accedere a cinque semifinali All-Ireland, ma ne ha vinta solo una, nel 1998, anno in cui poi ha vinto il titolo nazionale.
Questo è l'elenco delle semifinali in questione.
1992 - Dr Crokes 3-4 Corofin 1-5
1996 - Laune Rangers 0-8Corofin 0-6
1998 -Corofin 0-11 Dungiven 0-9
2009 - Kilmacud Crokes 2-11Corofin 0-11
2010 - St Gall's 1-15 Corofin 1-11

## Albo d'oro
- Galway Senior Club Football Championships: 13
  - 1932, 1946, 1977, 1991, 1993, 1995, 1997, 1998, 2000, 2002, 2006 ,2008, 2009
  - Finalisti: 10
  - 1889, 1936, 1964, 1970, 1974, 1980, 1988, 1990, 1994, 2010
- Connacht Senior Club Football Championships: 5
  - 1991, 1995, 1997, 2008, 2009, 2014
  - Finalisti: 4
  - 1977, 2000, 2006, 2015
- All-Ireland Senior Club Football Championship: 2
  - 1998, 2015
- Galway Minor Club Football Championship: 11
  - 1992, 1993, 1994, 1995, 1996, 1997, 1998, 1999, 2003, 2008, 2010
- All-Ireland U-14 Feile Club Football Championship: 2